# Jon Foreman
Jonathan Mark Foreman, född 22 oktober 1976, är en amerikansk sångare och gitarrist i det alternativa rockbandet Switchfoot. Han skriver alla bandets låtar. 
Han har gjort en del sidoprojekt, bland annat en duett med Mandy Moore för filmen A Walk to Remember (2002). 2006 bildade han sidoprojektet "TheReal SeanJon", en gitarrduo med Sean Watkins från Nickel Creek, nu känd som "Fiction Family". Under 2007 och 2008 gav han som soloartist ut fyra EP-skivor med titlarna Fall, Winter, Spring och Summer.

## Diskografi (solo)
Album
- 2008 – Fall Winter Spring Summer

EP
- 2007 – Fall
- 2008 – Winter
- 2008 – Spring
- 2008 – Summer
- 2015 – The Wonderlands: Sunlight
- 2015 – The Wonderlands: Shadows
- 2015 – The Wonderlands: Darkness
- 2015 – The Wonderlands: Dawn
- 2016 – 25 IN 24
- 2020 – Doubt
- 2020 – Love
- 2020 – Fear
- 2020 – Belief
- 2021 – Departures

Singlar
- 2007 – "The Cure for Pain"
- 2008 – "Your Love Is Strong"